# Quake 4
Quake 4 — научно-фантастическая компьютерная игра в жанре шутера от первого лица, разработанная Raven Software при непосредственной поддержке id Software и изданная Activision в 2005 году. В России локализована и издана компанией 1С. В игре используется немного модифицированный графический движок Doom 3, который вывел на качественно новый уровень графику в компьютерных играх.

## Особенности
Графический движок игры по сравнению с Doom 3 претерпел ряд изменений, что позволило получить оптимизацию:
- Нет значительного падения производительности на оптимальных для данной системы настройках игры.
- Использование большего количества светлых и красочных территорий, благодаря улучшениям в работе света и тени.
- Есть большие открытые пространства, на которых демонстрируется ведение боя с вражеской техникой.
- Хорошая реализация дизайна и содержания уровней, полностью соответствующие общей технологической концепции игры.

Для придания большей интерактивности по-прежнему использованы небольшие ролики, когда полностью (а теперь иногда и частично) отключается управление, и разработчики показывают особенности нового поворота сюжета.
В отличие от увидевшей свет в те же сроки игры F.E.A.R. игра не может предложить игроку совершенно новый уровень искусственного интеллекта противников. Однако поведение врагов в Quake 4 логично вписывается в общую картину происходящего, в том числе, их виды атак в зависимости от возможностей.
Ещё одна особенность искусственного интеллекта проявляется в товарищах главного героя. В ходе игры можно подбирать аптечки и броню. В некоторых главах уровень здоровья и брони помогают восстановить напарники из отряда: медики и инженеры. Кроме того, как и в традиционной командной игре, сопровождающие игрока десантники оказывают значительную огневую поддержку.

## Сюжет
Сюжет игры представляет собой продолжение истории сражения человечества с инопланетной цивилизацией строггов, начатой в Quake II. Антураж землян (космические корабли, военная техника, орудия орбитальной обороны и т. д.) заимствован из «фильма „Звёздный десант“», а общий дизайн Строггов и их техники (особенно живых компьютеров из человеческих частей тела) выполнен в стиле биомеханоидов Гигера.
Игрок выступает в роли десантника спецотряда «Носорог» (англ. Rhino squad), капрала Мэттью Кейна, участвующего в контратаке на столичную планету строггов.
Сюжет начинается в апреле 2245 года — через несколько недель после финала второй части Quake 2. Военное командование Земной Федерации, разузнав о переполохе в стане врага, решило не медлить и снарядило вторую ударную армию, в боевую задачу которой входило полное уничтожение ядра связи и лидеров строггов.
При подлете, уже в атмосфере, десантный челнок отряда Кейна сбивают, но бравому десантнику удаётся выжить. Теперь его задача — проникнуть в ядро и уничтожить узел связи вражеского коллективного разума. Все силы Строггоса брошены на то, чтобы остановить отважных землян.
Враг силен, опасен и подготовлен. На его стороне сражаются не только киборги и механоиды, но и бывшие земляне, которых в плену подвергли мутациям. Главный герой призван отомстить за них и снять угрозу, нависшую над человечеством.
Quake 4 разбит на три части, насчитывающие в общем 31 главу.
Часть первая. Посадка «Ганнибала». Главная задача — обеспечить безопасную посадку на поверхность Строггоса МКЦ «Ганнибал» с основными силами и координационным центром на борту.
Бункер ПВО — После жесткой посадки на поверхность планеты Строггос, капралу Кейну необходимо воссоединиться со своим отрядом. Пробиваясь через вражеский бункер вместе с другими десантниками, игрок впервые сталкивается со строггами, в том числе с пехотинцем и берсеркером. В ходе выполнения задания, Кейну потребуется оказать помощь тяжело раненному десантнику, для чего придется выполнить эскорт санитара Джереми Андерсона. В конце уровня игрок встречает десантника-снайпера Алехандро Кортеса из своего отряда «Носорог».
Траншеи ПВО — Оказавшись в горячей точке, Кейн передвигается по окопам под открытым небом и встречается с сержантом Марианом Бидвеллом, который ставит задачу уничтожить ангары с атмосферными истребителями строггов и вывести из строя зенитное орудие.
Подступы к ангару — Вместе с отрядом капрала Махлера из отряда «Гадюка», капралу Кейну необходимо проникнуть в ангары строггов. В ходе продвижения отряд встречает ожесточенное сопротивление строггов, лифты, мосты и крепкое бронестекло, которое придется расплавить с помощью снятого реактивного двигателя.
Ангар — Отряд попадает в засаду строггов, пользующихся турелями, но вместе с Кейном справляется с ними. Теперь ему с подрывником Уильямом Роудсом необходимо проникнуть во внутренние помещения. Подрывник ставит радиоуправляемые бомбы и затем ангар взлетает на воздух.
Посадочная площадка — Кейн встречается с лейтенантом Скоттом Воссом. Отряд проникает в помещения системы ПВО, берет под контроль системы зенитного орудия и использует его для разрушения ворот ангара. Затем игрок движется к месту посадки «Ганнибала», который подавляет оставшееся в районе сопротивление противника.
Часть вторая. Мэттью Кейн получает преимущество. Главная задача — прикрытие конвоя тактического отряда для уничтожения центра связи противника.
Операция «Наступление» — Капрал Кейн поднимается на борт «Ганнибала», и проходит подробный инструктаж очередного задания у генерала Улисса Харпера. Отряду «Носорог» необходимо эскортировать транспорт с электромагнитной бомбой внутрь центра связи строггов с Нексусом и оказавшись внутри, взорвать бомбу. Электромагнитный импульс выведет из строя устройство под названием «Тетраузел», который является важной частью Нексуса. Для гарантии успешного исхода операции, к объекту направятся три таких же конвоя, их позывные — «Война», «Голод» и «Чума», отряд «Носорог» будет четвёртым конвоем с позывным «Смерть».
Каньоны — Вместе с другими солдатами Кейн едет на грузовике, отстреливая солдат-строггов. Затем капрал пересаживается в БТР с пулеметом на борту. На пути конвоя возникает препятствие в виде противотехнических мин — Кейн с БТРа прикрывает Роудса, занятого разминированием. Далее капрал разбирается с множеством ракетных турелей, охраняющих стратегически важный бункер строггов.
Линия обороны — Лазерная система защиты бункера не дает конвою продвигаться дальше. Лейтенант Восс приказывает Кейну эскортировать инженера, который сможет разблокировать дверь. После этого игроку надо найти пульт управления и дезактивировать замки на воротах. В это же время строгги прорывают оборону людей, большая часть отряда внутри бункера погибает, а конвой вынужден двинуться дальше, не дожидаясь капрала.
Акведуки — Чтобы нагнать своих, главный герой пересаживается в лёгкий гравитанк. На его пути множество башен охраны, авиароботов-шершней, истребителей и сбрасываемых с воздуха турелей. Но капрал продолжает прорываться вглубь вражеской территории.
Прорыв — Капрал Кейн продолжает ехать на гравитанке. Ожидавший его танковый отряд попадает в засаду бронированного паука-сборщика (первый мини-босс). Путь лежит через многочисленные участки с туннелями и открытыми пространствами. В конце — бой уже с двумя сборщиками возле здания центра связи.
Туннели центра связи — Сначала Кейн сопровождает инженера Иоганна Штраусса к диспетчерской температурного контроля. Затем капрал отключает силовое поле, блокирующее конвой, короткий групповой бой с остатком отряда Восса и атака очередного сборщика на группу. При этом транспорт с электромагнитной бомбой повреждается. Также погибает сержант Бидвелл. Вырабатывается альтернативный план уничтожения Тетраузла. Для его выполнения необходимо найти Штраусса.
Центр связи — Сначала надо вызвать разрушение местной электростанции. Затем, пока Штраусс отключает систему защиты, требуется отключить систему охлаждения реактора. После активации пульта главный герой, попав в ловушку, отбивает нападение защитников потока, но затем появляется сам Макрон (каким-то неведомым образом восставший из мёртвых), который после непродолжительной битвы оглушает главного героя и берет его в плен.
Медицинские лаборатории строггов — Захваченный Кейн подвергается крайне жестокой и болезненной процедуре строггификации (на примере ещё одного невезучего десантника, который первый на очереди): для начала его сканируют лазерами, делают инъекцию неизвестного вещества (по версии земных военных учёных, это были стероиды, да ещё в огромных количествах, иначе у Кейна не было бы шансов пережить эту процедуру), вводят имплантаты, заменяют ноги, заваривают в строгговскую броню и всаживают в голову чип — под воздействием всего этого Кейн мутирует в строгга. Для его полной переработки остается активировать вживленный в мозг имплантат, чтобы Нексус контролировал его, но в этот момент в помещение врываются уцелевшие десантники отряда «Носорог» и спасают Кейна от печального удела (при этом Роудс хотел убить Кейна, думая, что «ему уже не поможешь»). В результате строггификации, его уровни здоровья и брони увеличены на 25 %, скорость передвижения также улучшена и открылась способность понимать язык строггов и использовать их оборудование (в том числе и медицинские станции), а также слышать голос командующего строггами. Вместе с врачом Андерсоном, главный герой отделяется от основной группы, двигаясь к эвакуационному кораблю, но тот попадает под обстрел ПВО и взрывается. В попытке соединиться со своим отрядом, в одной из лабораторий Андерсон погибает от щупалец строгга-учёного. Кейну по-прежнему надо найти лейтенанта Восса. После продолжительного похода по медицинскому центру лейтенант находится, но тут же его уносит в провал вырвавшийся из колбы киборг-заготовка. После похода по лабиринтам центра игроку предстоит встреча с кибер-псом.
Закрытая зона — Теперь пробиваться предстоит на шагоходе — шагающем бронированном вездеходе. Противниками выступают шершни, гладиаторы, легкие танки и гранатомётчики. В конце главы предстоит сразиться со сборщиком.
Цех измельчения — Завод охраняет большое количество тактических отрядов строггов, которые строггифицированы подобно Кейну. Капралу предстоят встреча со сборщиком и бои с гранатомётчиками. Необходимо остановить гигантский орган наподобие сердца, которое снабжает энергией цехи строггов. Игроку удается его уничтожить, повысив уровень электрического напряжения.
Цех разложения — Освобожденный главным героем инженер Сасаки попросит начать процесс расфасовки бочек с биологическим материалом, чтобы выбраться из блокированной зоны. Пока капрал Кейн с боями пробивается к цели, инженера утаскивает пехотинец строггов. Затем игроку предстоит поставить бочки в правильном положении.
Цех синтеза — В начале главы предстоит, используя всю свою ловкость, проникнуть через конвейерную систему, минуя пилы, иглы, ящики и огнеметы. Затем необходимо найти и уничтожить Продуцента — существо, снабжающее строггов биоматерией-строентом.
Переработка отходов — Пробираясь по туннелям переработки Кейн сталкивается с большим количеством «зомби» — однако позже оказывается, что это, по-видимому, неудачно строггифицированные люди. Используя механизмы, игроку необходимо пробраться к отряду выживших десантников из отряда «Кобра». Те ждали Кейна, так как только он мог пройти сквозь лазеры (физиология строггов позволяет это сделать) и отключить их на пульте управления. В ходе отключения лазеров капрал сталкивается со своим бывшим командиром, лейтенантом Воссом, которого строггифицировали в Киборга — прототип тяжёлого боевого юнита строггов. Победив его и избавив от страданий в теле механического монстра, главный герой пропускает товарищей и вырывается к десантному челноку, после чего они вместе улетают на «Ганнибал».
Часть третья. Последняя надежда человечества. Командование Земной Федерации готовит полномасштабную атаку на главную базу строггов на планете. Главная задача — уничтожить Макрона и Мозг Нексуса — центральной сети строггов.
Операция «Надежда» — Медики осматривают Кейна и приходят к крайне неутешительному выводу — он стал строггом навсегда, так как у землян нет оборудования, чтобы освободить Кейна от электроники и механизмов строггов, а даже если бы и было, то снять имплантаты строггов было бы проблематичным, так как они очень тесно связаны с центральной нервной системой. Сержант Николай «Сладж» Следжонович решает не терять времени и проводит Кейна на инструктаж. По пути в зал инструктажа, многие удивляются присутствию полустрогга Кейна на борту «Ганнибала». На инструктаже генерал Харпер объясняет, что сеть строггов слишком обширна, чтобы взорвать её одной бомбой, единственный вариант лишить строггов связи — уничтожить сам Нексус, для этого надо проникнуть в его реактор. Массированный штурм не представляется возможным, так как реактор надёжно охраняется, а система безопасности Нексуса представляет собой три терминала — терминал хранения, сетевой терминал и терминал обработки. Генерал Харпер также объясняет, что Кейн может проникнуть на эти терминалы, так как его строение теперь идентично организмам строггов, а значит — он единственный, кто может уничтожить Нексус. Штраусс говорит генералу, что взломать сеть строггов в сетевом терминале будет непросто, но при правильном подходе — это вполне возможно. Лейтенант Делл Моррис, новый лидер отряда «Носорог», распределяет команду по двум десантным группам. Первая, в которую входит Кейн, отправится на посадочных капсулах с «Ганнибала» и проникнет внутрь здания терминала хранения. Во вторую входит Штраусс, которого к сетевому терминалу доставит танковый патруль. Одновременно со стартом посадочных капсул начинается атака «Ганнибала» авиацией строггов.
Терминал хранения (часть 1) — После жёсткой посадки и похода по разрушенному участку капрал встречает лейтенанта Холленбека, от которого поступает приказ отключить распределитель потоков информации и подать энергию на входную дверь ангара, чтобы остальные десантники могли проникнуть внутрь. В этой главе игрок получает сверхмощное ручное оружие — Генератор Тёмной Материи (или же «Гравипушка»).
Хранилище тел — Пробираясь по этой секции Кейн вместе с ещё двумя солдатами впервые сталкивается с Железной Девой. Затем капрал отключает накопитель данных и включает питание лифта.
Терминал хранения (часть 2) — Получив новый приказ, капрал Кейн производит операцию по открытию ворот ангара, подкрепление сталкивается с строгговским стражем Сети. Кейн находит Роудса, требуется найти станцию системы безопасности терминала. По пути придется выдержать атаку тактического отряда строггов. Активируется первый луч, после чего капрал направляется на станцию монорельса для перемещения к зданию терминала обработки информации.
Станция монорельса — Пробиваясь на позиции врага вместе с солдатами отряда «Скорпион» Кейн находит монорельсовый вагон. Приехавший на вагоне Кортес сообщает, что надо развернуть вагон в правильном направлении, а затем попасть в диспетчерскую и отремонтировать поврежденный рельс. После выполнения задания Кейн и Кортес садятся в вагон.
Монорельс — Во время поездки предстоит отстреливаться от атакующих истребителей и догоняющих вагонов с тактическими солдатами строггов.
Терминал обработки (часть 1) — Кейну необходимо пройти через башню и подняться на крышу. Вместе с сержантом Сладжем капрал активирует лифт на крышу. После этого им предстоит сразиться с Защитниками Макрона.
Верхние этажи — Перед капралом стоит задача на перенаправление потока энергии, чтобы активировать двери помещений и получить доступ к подъемнику на крышу, где охрана состоит из двух тяжелых танков и гладиатора. Кейн активирует второй луч.
Терминал обработки (часть 2) — На Кейна нападает Страж Сети, но ему удается благополучно вернуться к станции монорельса.
Сетевой терминал — Отряд «Ворон» сообщает, что путь на крышу третьей башни возможен только через телепорт. На протяжении главы встречаются телепорты, из которых на помощь своим прибывает много строггов. В конце предстоит самому воспользоваться вместо лифта телепортом.
Последний рубеж — После продвижения по полуразрушенным бомбардировками уровням и Стражем Сети, пытающимся достать игрока, на лифте Кейн проникает на крышу башни, где и предстоит сразиться с монстром. Уничтожив этого огромного зверя, капрал активирует последний луч и через телепорт отправляется в Центр. До Кейна, один морпех из отряда «Гадюка» попытался телепортироваться, однако отсутствие строгговских имплантатов не позволило ему это сделать: до пункта назначения долетела только нижняя половина тела, а вся верхняя половина осталась в исходной точке.
Реактор Нексуса — Капралу Кейну необходимо пробраться в центр Нексуса. Предстоят тяжелые бои, коварные засады в лифтах и прогулки по трубам. Сам Макрон замечает прибытие полустрогга Кейна и приказывает блокировать все пункты доступа к центру. Но капралу всё же удается отключить систему безопасности и достичь цели.
Нексус — Перед финальной битвой игроку дается большое количество боеприпасов. Кейну приходится снова сразиться с Макроном, который появляется в двух ипостасях, сначала в наземной, а затем в летающей, и при этом его поддерживают многочисленные орды строггов. Мэттью Кейн уничтожает Макрона, а затем и Мозг Нексуса, который защищен энергетическим щитом и телепортирует солдат-строггов.
После уничтожения Макрона и Нексуса строгги полностью лишаются связи с командованием и координации действий. Капрал Кейн покидает павший Строггос и возвращается на «Ганнибал», где его встречают празднующие победу однополчане. Затем Кейн узнаёт от генерала Харпера, что верховное командование даёт ему некое новое задание, подробности которого остаются неизвестными — на этом моменте игра заканчивается.

## Отзывы
| Сводный рейтинг       | Сводный рейтинг             |
| Агрегатор             | Оценка                      |
| --------------------- | --------------------------- |
| GameRankings          | 81,66 % (PC) 75,52 % (X360) |
| Metacritic            | 81/100 (PC) 75/100 (X360)   |
| MobyRank              | 76 %                        |
| Иноязычные издания    |                             |
| Издание               | Оценка                      |
| 1UP.com               | 8/10                        |
| Eurogamer             | 7/10                        |
| G4                    | [ 8 ]                       |
| GamePro               | 4/5                         |
| GameSpot              | 8/10                        |
| GameSpy               | [ 11 ]                      |
| GameTrailers          | 8,9/10                      |
| GameZone              | 8,8/10                      |
| IGN                   | 8,2/10                      |
| Jeuxvideo.com         | 12/20                       |
| Русскоязычные издания |                             |
| Издание               | Оценка                      |
| 3DNews                | без оценки                  |
| Absolute Games        | 60 %                        |
| Gameplay              | 4,5/5                       |
| «PC Игры»             | 8/10                        |
| PlayGround.ru         | 8,5/10                      |
| StopGame.ru           | без оценки                  |
| «Мир фантастики»      | 8/10                        |
| «НИМ»                 | 9/10                        |
| «Страна игр»          | 8,5/10                      |

Игра получила преимущественно положительные оценки согласно сайту Metacritic.